# Early Flight
Albums de Jefferson Airplane
Thirty Seconds Over Winterland
(1973) Flight Log
(1977)
Early Flight est une compilation de Jefferson Airplane sortie en 1974. Elle rassemble des titres inédits datant des premières années du groupe : les trois premiers titres proviennent des sessions de Jefferson Airplane Takes Off, les quatre suivantes des sessions de Surrealistic Pillow, et Up or Down provient des premières sessions de Bark. Enfin, Mexico et Have You Seen the Saucers? étaient sorties en single en 1970. En 1997, l'album a été réédité en CD avec un titre bonus provenant des sessions de Volunteers.
Depuis la parution de cet album, la plupart des titres s'y trouvant ont été repris en bonus dans les rééditions des premiers albums de l'Airplane.

## Titres
1. High Flyin' Bird (Wheeler) – 2:30
2. Runnin' 'Round This World (Balin, Kantner) – 2:21
3. It's Alright (Kantner, Spence) – 2:15
4. In the Morning (Kaukonen) – 6:25
5. J.P.P. McStep B. Blues (Spence) – 2:48
6. Go to Her (Kantner, Estes) – 3:58
7. Up or Down (P. Kaukonen) – 6:18
8. Mexico (Slick) – 2:05
9. Have You Seen the Saucers? (Kantner) – 3:37
Titre bonus de la réédition CD (1997) :
10. Uncle Sam Blues (trad., arr. Kaukonen) – 5:07

## Musiciens
- Signe Anderson : chant (1, 2, 3)
- Marty Balin : chant (toutes sauf 4 et 8), guitare (1, 2, 3), guitare rythmique (4)
- Jack Casady : basse (toutes)
- Joey Covington : batterie (7, 8), congas (9), cloches (9)
- Spencer Dryden : batterie (4, 5, 6, 9), percussions (4)
- Paul Kantner : chant (toutes sauf 4 et 7), guitare rythmique (toutes sauf 4)
- Jorma Kaukonen : chant (4), lead guitar (toutes)
- Grace Slick : chant (5, 6, 8, 9), piano (8, 9)
- Skip Spence : batterie (1, 2, 3, 5)
- Jerry Garcia : guitare (4, 5)
- John Paul Hammond : harmonica (4)